# Aix-en-Othe (tổng)
Tổng Aix-en-Othe là một tổng của Pháp nằm ở tỉnh Aube trong vùng Grand Est.
Tổng này được tổ chức xung quanh Aix-en-Othe ở quận Troyes. Độ cao biến thiên từ N one m (Vulaines) đến N one m (Vulaines) với độ cao trung bình là 161 m.

## Hành chính
| Giai đoạn | Ủy viên     | Đảng | Tư cách |
| --------- | ----------- | ---- | ------- |
| 2008-2014 | Marc Domèce | UMP  |         |
| 2001-2008 | Marc Domèce | RPR  |         |

## Các đơn vị hành chính
Tổng Aix-en-Othe bao gồm 10 xã với dân số 4 613 người (điều tra năm 1999, dân số không tính trùng).
| Xã                      | Dân số | Mã bưu chính | Mã insee |
| ----------------------- | ------ | ------------ | -------- |
| Aix-en-Othe             | 2 131  | 10160        | 10003    |
| Bérulle                 | 235    | 10160        | 10042    |
| Maraye-en-Othe          | 432    | 10160        | 10222    |
| Nogent-en-Othe          | 38     | 10160        | 10266    |
| Paisy-Cosdon            | 264    | 10160        | 10276    |
| Rigny-le-Ferron         | 337    | 10160        | 10319    |
| Saint-Benoist-sur-Vanne | 214    | 10160        | 10335    |
| Saint-Mards-en-Othe     | 543    | 10160        | 10350    |
| Villemoiron-en-Othe     | 207    | 10160        | 10417    |
| Vulaines                | 212    | 10160        | 10444    |

## Thông tin nhân khẩu
| 1962                                                     | 1968  | 1975  | 1982  | 1990  | 1999  |
| -------------------------------------------------------- | ----- | ----- | ----- | ----- | ----- |
| 4 534                                                    | 4 941 | 4 715 | 4 647 | 4 561 | 4 613 |
| Nombre retenu à partir de 1962 : dân số không tính trùng |       |       |       |       |       |